# Saint-Gervais-en-Vallière
Saint-Gervais-en-Vallière település Franciaországban, Saône-et-Loire megyében. Lakosainak száma 440 fő (2022. január 1.). Saint-Gervais-en-Vallière Chevigny-en-Valière, Allerey-sur-Saône, Saint-Loup-Géanges és Saint-Martin-en-Gâtinois községekkel határos.

## Népesség
A település népessége az elmúlt években az alábbi módon változott:
| Lakosok száma | 441  | 438  | 452  | 438  | 436  | 433  | 431  | 429  | 440  |
|               | 2013 | 2015 | 2016 | 2017 | 2018 | 2019 | 2020 | 2021 | 2022 |